# Heinrich Reifferscheid
Pour les articles homonymes, voir Reifferscheid.
Heinrich Reifferscheid, né le 3 janvier 1872 à Breslau et mort le 8 avril 1945 à Niederdollendorf (un ortsteil de la ville de Königswinter), est un peintre, aquafortiste et dessinateur allemand.

## Biographie
Heinrich Reifferscheid naît le 3 janvier 1872 à Breslau.
Il est élève d'Ernst Hancke à Berlin, et à Munich, est élève de Peter Halm, Albert Lang et Emil Lugo. Il réalise ensuite des gravures, dont une série sur les vieux bâtiments de la ville de Hagen et de ses environs et une autre sur des vues du Rhin.
Heinrich Reifferscheid meurt le 8 avril 1945 à Niederdollendorf. Son fils, Gerhard Reifferscheid, fait ériger une pierre commémorative devant la maison de la Bergstraße.